# Kjartan Poskitt
Kjartan Poskitt (York, 15 mei 1956) is een Engels kinderboekenschrijver en televisiepresentator. Poskitt studeerde aan de Universiteit van Durham.
Poskitts werken worden voornamelijk uitgegeven door Scholastic, in de serie Murderous Maths. Enkele van deze boeken worden in Nederland uitgegeven door Kluitman, in de serie Waanzinnig om te weten, samen met soortgelijke boeken van Terry Deary, Nick Arnold en Anita Ganeri. Zijn boeken worden meestal geïllustreerd door Philip Reeve.